# Bandiera nera anarchica

La bandiera nera

La bandiera nera è usualmente considerata il simbolo dell'anarchia.

## Storia
Tale simbolo si diffuse rapidamente in tutto il mondo. Come esempio della sua diffusione basta citare che nel 1925 gli anarchici giapponesi formarono la "Lega Nera" e, quando la loro federazione si rifondò nel 1945, il loro giornale fu chiamato "Kurohata", che significa "Bandiera Nera".
Se si vanno a cercare le radici storiche della bandiera nera, si deve constatare che la sua origine è piuttosto oscura. Secondo lo storico dell'anarchismo George Woodcock, la prima bandiera nera appare pubblicamente grazie alla pensatrice anarchica (ed eroina della Comune di Parigi) Louise Michel, che la fece sventolare il 9 marzo 1883 durante le manifestazioni dei disoccupati di Parigi.
Questa tesi è stata storicamente contraddetta da ricerche più recenti, le quali però non riescono a fare piena luce sulla precisa origine della bandiera. Quel che è certo, è che nei primi anni '80 del XIX secolo gli anarchici iniziano ad usare simboli nei quali è presente il nero: è il caso del gruppo di Chicago "Internazionale Nera", della rivista anarchica francese "Le Drapeau Noir" e della Radio della Federazione Anarchica di Parigi Radio Libertaire.
Fino ad ora, escluse poche tracce, non si trova l'uso della bandiera nera durante gli anni '70 del XIX secolo. Certamente non è un caso poiché in tale periodo gli anarchici hanno aderito a lungo alla Prima Internazionale, con conseguente uso della bandiera rossa.
Lo spostamento dalla bandiera rossa, simbolo della rivoluzione, verso quella nera va collocato storicamente proprio a cavallo tra gli anni '70 ed '80 del XIX secolo, periodo durante il quale si verifica il profondo cambiamento del movimento socialista. Il marxismo diviene la corrente predominante, passa dalla concezione rivoluzionaria della via da seguire a quella riformista e parlamentarista. Tale corrente principale del socialismo si appropria dell'uso della bandiera rossa.

## Le prime bandiere nere anarchiche
- 1883 Louise Michel manifestazioni dei disoccupati di Parigi.
- 1910 Emiliano Zapata durante la rivoluzione messicana usò la bandiera nera con sopra due ossa incrociate, un teschio e la vergine; recava il motto "¡Tierra y Libertad!".
- 1917 Quella più celebre è senza dubbio costituita dal gruppo di Nestor Makhno durante la rivoluzione russa. Sventolando la bandiera nera, il suo gruppo armato liberò una grossa parte dell'Ucraina. Su di essa vi erano i motti "libertà o morte" o "la terra ai contadini, le officine agli operai". Makhno utilizzò anche il simbolo dei pirati, costituito da un teschio sopra due tibie incrociate.